# On the Road Again (nummer van Canned Heat)
"On the Road Again" is een nummer van de Amerikaanse band Canned Heat. Het nummer werd uitgebracht op hun album Boogie with Canned Heat uit 1968. Op 24 april van dat jaar werd het nummer uitgebracht als de tweede single van het album.

## Achtergrond
"On the Road Again" werd in 1953 door Floyd Jones geschreven. Het was een remake van zijn hit "Dark Road" uit 1951. Beide nummers zijn gebaseerd op "Big Road Blues" van Tommy Johnson uit 1928. In april 1967 was het een van de eerste nummers die door de band Canned Heat als demo werd opgenomen. De demo duurde zeven minuten, twee minuten langer dan de versie die uiteindelijk op het album zou verschijnen. Zanger Alan Wilson gebruikte teksten uit beide nummers van Floyd Jones en voegde een aantal regels zelf toe, waardoor hij ook genoemd werd als schrijver van het nummer. Alhoewel Bob Hite de leadzanger van Canned Heat was, werd het nummer ingezongen door Wilson.
"On the Road Again" werd vaak gedraaid op Amerikaanse underground-radiostations, waardoor platenmaatschappij Liberty Records besloot om het als single uit te brengen. Op de single werd het nummer ruim een minuut ingekort om het meer radiovriendelijk te maken. Het werd de eerste hit van de groep en groeide uit tot een van hun bekendste nummers. In de Verenigde Staten behaalde het de zestiende plaats in de Billboard Hot 100, terwijl in het Verenigd Koninkrijk de achtste plaats werd behaald. Daarnaast behaalde het de top 10 in onder meer Canada, Australië, Frankrijk en Zwitserland. In Nederland kwam het respectievelijk tot de vijfde en derde plaats in de Top 40 en de Parool Top 20, terwijl in Vlaanderen de vijfde plaats in de voorloper van de Ultratop 50 werd gehaald.

## Hitnoteringen

### Nederlandse Top 40
| Hitnotering: 14-09-1968 t/m 16-11-1968 | Hitnotering: 14-09-1968 t/m 16-11-1968 | Hitnotering: 14-09-1968 t/m 16-11-1968 | Hitnotering: 14-09-1968 t/m 16-11-1968 | Hitnotering: 14-09-1968 t/m 16-11-1968 | Hitnotering: 14-09-1968 t/m 16-11-1968 | Hitnotering: 14-09-1968 t/m 16-11-1968 | Hitnotering: 14-09-1968 t/m 16-11-1968 | Hitnotering: 14-09-1968 t/m 16-11-1968 | Hitnotering: 14-09-1968 t/m 16-11-1968 | Hitnotering: 14-09-1968 t/m 16-11-1968 | Hitnotering: 14-09-1968 t/m 16-11-1968 |
| Week                                   | 1                                      | 2                                      | 3                                      | 4                                      | 5                                      | 6                                      | 7                                      | 8                                      | 9                                      | 10                                     |                                        |
| -------------------------------------- | -------------------------------------- | -------------------------------------- | -------------------------------------- | -------------------------------------- | -------------------------------------- | -------------------------------------- | -------------------------------------- | -------------------------------------- | -------------------------------------- | -------------------------------------- | -------------------------------------- |
| Positie                                | 34                                     | 18                                     | 9                                      | 6                                      | 5                                      | 5                                      | 7                                      | 11                                     | 20                                     | 28                                     | uit                                    |

### Parool Top 20
| Hitnotering: 21-09-1968 t/m 09-11-1968 | Hitnotering: 21-09-1968 t/m 09-11-1968 | Hitnotering: 21-09-1968 t/m 09-11-1968 | Hitnotering: 21-09-1968 t/m 09-11-1968 | Hitnotering: 21-09-1968 t/m 09-11-1968 | Hitnotering: 21-09-1968 t/m 09-11-1968 | Hitnotering: 21-09-1968 t/m 09-11-1968 | Hitnotering: 21-09-1968 t/m 09-11-1968 | Hitnotering: 21-09-1968 t/m 09-11-1968 | Hitnotering: 21-09-1968 t/m 09-11-1968 |
| Week                                   | 1                                      | 2                                      | 3                                      | 4                                      | 5                                      | 6                                      | 7                                      | 8                                      |                                        |
| -------------------------------------- | -------------------------------------- | -------------------------------------- | -------------------------------------- | -------------------------------------- | -------------------------------------- | -------------------------------------- | -------------------------------------- | -------------------------------------- | -------------------------------------- |
| Positie                                | 14                                     | 7                                      | 4                                      | 3                                      | 5                                      | 6                                      | 9                                      | 19                                     | uit                                    |

### NPO Radio 2 Top 2000
| Nummer met noteringen in de NPO Radio 2 Top 2000 | '99 | '00 | '01 | '02 | '03 | '04  | '05 | '06 | '07 | '08 | '09 | '10 | '11  | '12  | '13  | '14  | '15  | '16  | '17  |
| ------------------------------------------------ | --- | --- | --- | --- | --- | ---- | --- | --- | --- | --- | --- | --- | ---- | ---- | ---- | ---- | ---- | ---- | ---- |
| On the Road Again                                | 779 | 444 | 840 | 629 | 854 | 1174 | 715 | 730 | 779 | 758 | 964 | 934 | 1003 | 1056 | 1188 | 1070 | 1142 | 1250 | 1338 |

1. ↑  Een vetgedrukt getal geeft de hoogste notering aan.
2. ↑  Deze tabel is bijgewerkt tot en met de laatste editie (2024).